# Khướu nâu đỏ
Hoét nâu đỏ, tên khoa học Trichastoma bicolor, là một loài chim trong họ Pellorneidae.